# Trydent (prowincja)
Trydent (wł. Trento, Trentino), oficjalna nazwa Prowincja Autonomiczna Trydentu (wł. Provincia Autonoma di Trento) – prowincja o statusie autonomii, położona w północnych Włoszech, w regionie Trydent-Górna Adyga. Obejmuje obszar historycznej, najdalej na południe wysuniętej części Tyrolu zwanej w j. wł. Trentino, zaś w j. niem. Welschtirol.

## Ustrój polityczny
Prowincja Trydent wraz z prowincją Bozen-Südtirol wchodzi w skład regionu Trydent-Górna Adyga, będącego terytorium autonomicznym na mocy specjalnego statutu (wł. Statuto speciale per il Trentino-Alto Adige, w tłum. na pol. „Specjalny Statut dla Trydentu-Górnej Adygi”) zatwierdzonego dekretem prezydenta Republiki Włoskiej z dnia 31 sierpnia 1972 roku. Zgodnie z zapisami statutu obie prowincje należące do regionu Trydent-Górna Adyga mają szczególną autonomię, przyznaną „ze względu na ich rodzaj i treść”.
Organami władzy w prowincji Trydent są Rada Prowincji (wł. Consiglio provinciale), rząd prowincji (wł. Giunta provinciale) i prezydent (wł. Presidente della Provincia). Ich siedzibą jest miasto Trydent.

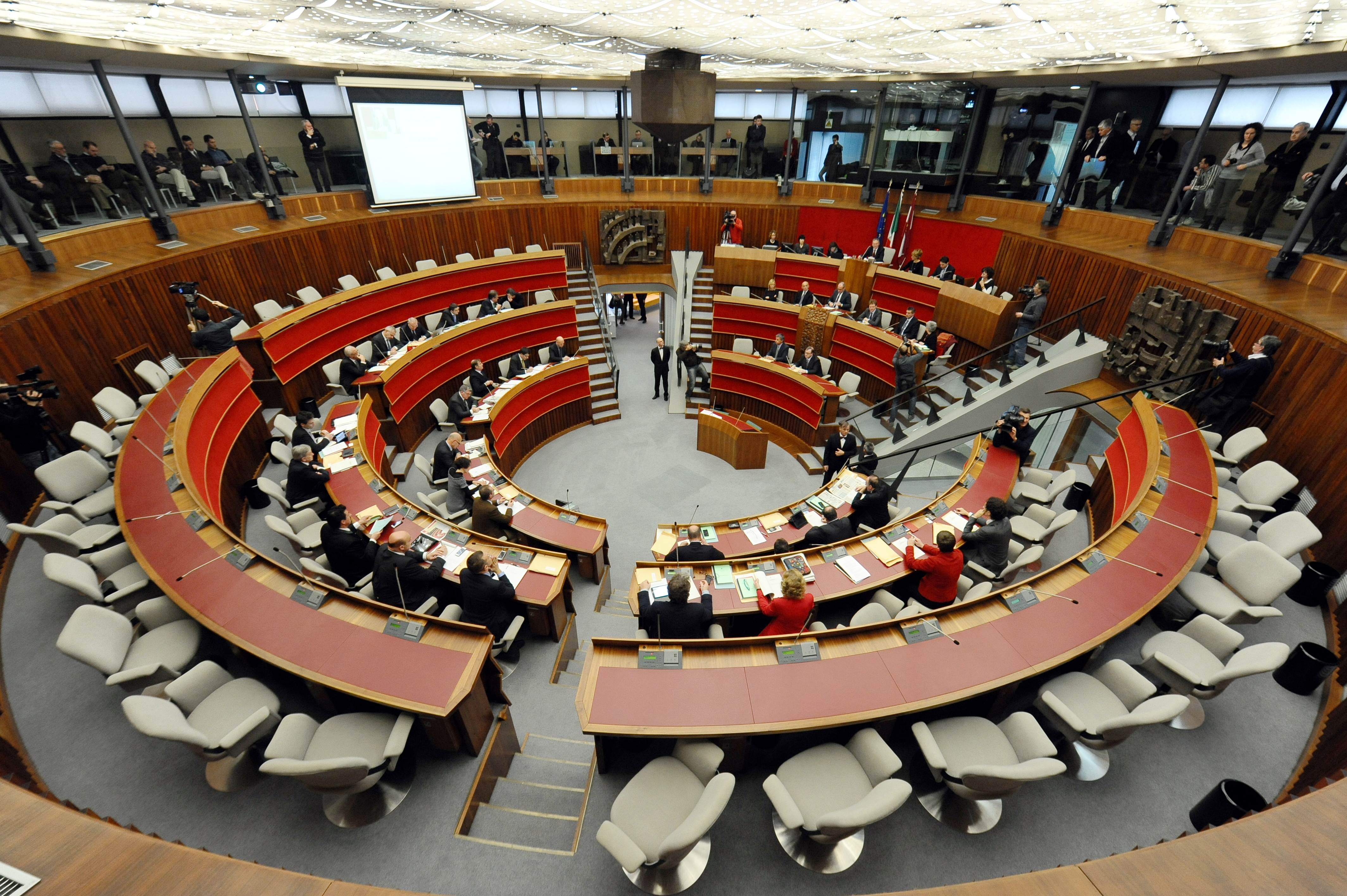
Sala posiedzeń Rady Prowincji

Rada Prowincji, będąca organem o charakterze parlamentu na mocy statutu oraz w zgodzie z konstytucją i zasadami porządku prawnego Republiki Włoskiej jest uprawniona do uchwalenia Ustawy Prowincji (rodzaj ustawy zasadniczej; wł. La legge provinciale) która po zatwierdzeniu przez deputowanych bezwzględną większością głosów określa formę rządu prowincji (zwłaszcza warunki wyboru Rady Prowincji, prezydenta i rad regionalnych), relacje między organami władzy, zasady składania i zatwierdzania uzasadnionych wniosków o wotum nieufności dla prezydenta, rozpatrywanie przypadków niekwalifikowalności i niezgodności dotyczących organów, a także warunki realizowania inicjatyw obywatelskich w sprawie ustroju prowincji i organizowania referendów.

## Podział administracyjny

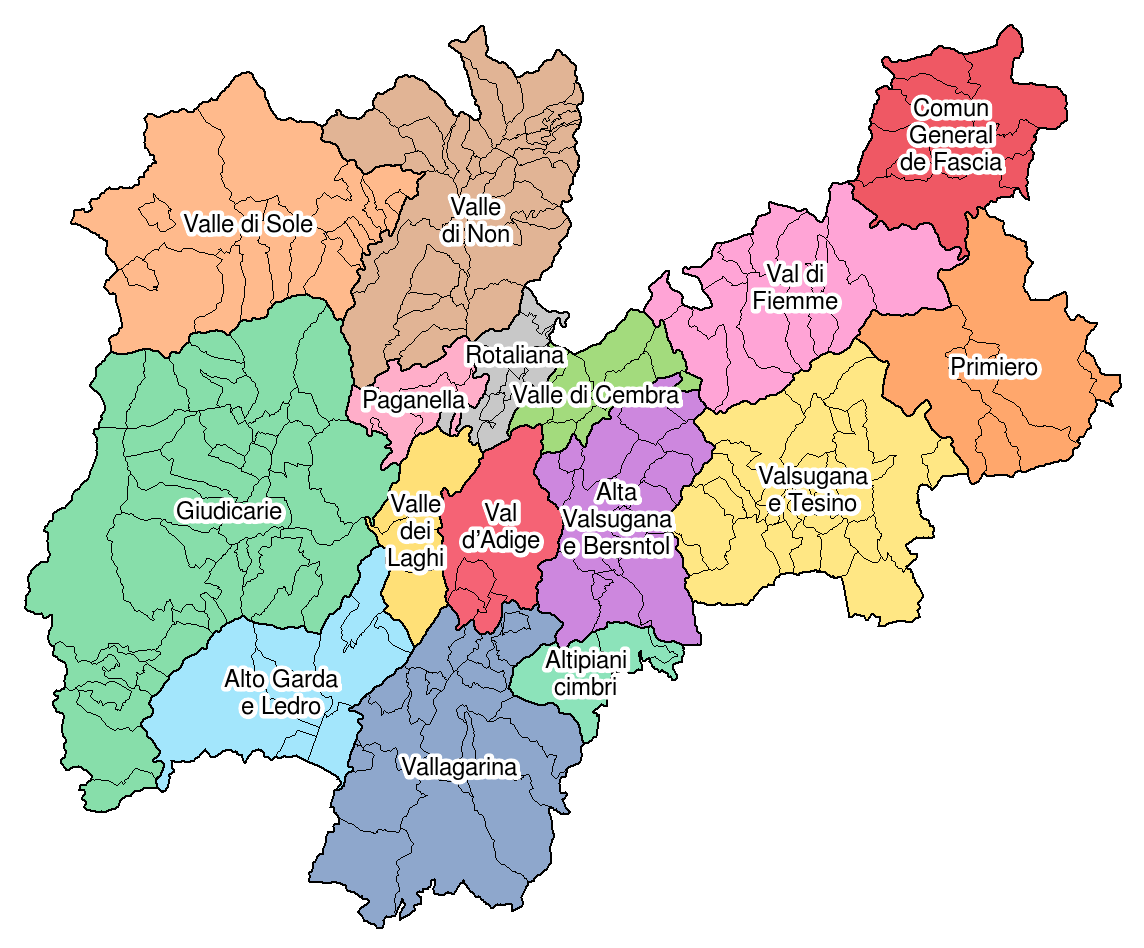
Wspólnoty dolin prowincji

W skład prowincji Trydent wchodzi 175 gmin (wł. Comune). Ponadto jest ona podzielona na 16 tzw. wspólnot dolin (wł. Comunità di valle). Poniższa tabela przedstawia wszystkie wspólnoty dolin, ułożone w kolejności od największej do najmniejszej.
| Nazwa                                     | Siedziba władz    | Powierzchnia | Populacja    |
| ----------------------------------------- | ----------------- | ------------ | ------------ |
| Comunità delle Giudicarie                 | Tione di Trento   | 1175,18 km²  | 37 335 osób  |
| Comunità della Vallagarina                | Rovereto          | 622,76 km²   | 90 891 osób  |
| Comunità della Valle di Sole              | Malè              | 611,57 km²   | 15 650 osób  |
| Comunità della Val di Non                 | Cles              | 597,12 km²   | 39 420 osób  |
| Comunità Valsugana e Tesino               | Borgo Valsugana   | 577,99 km²   | 27 190 osób  |
| Comunità territoriale della Val di Fiemme | Cavalese          | 414,70 km²   | 20 078 osób  |
| Comunità di Primiero                      | Tonadico          | 413,39 km²   | 9899 osób    |
| Comunità Alta Valsugana e Bersntol        | Pergine Valsugana | 360,12 km²   | 54 453 osoby |
| Comunità Alto Garda e Ledro               | Riva del Garda    | 353,31 km²   | 50 582 osoby |
| Comun General de Fascia                   | Pozza di Fassa    | 317,85 km²   | 10 056 osób  |
| Territorio della Val d'Adige              | –                 | 189,78 km²   | 121 558 osób |
| Comunità della Valle dei Laghi            | Vezzano           | 139,61 km²   | 10 873 osoby |
| Comunità della Valle di Cembra            | Cembra            | 135,34 km²   | 11 169 osób  |
| Magnifica Comunità degli Altipiani cimbri | Lavarone          | 106,15 km²   | 4551 osób    |
| Comunità della Paganella                  | Andalo            | 97,85 km²    | 4921 osób    |
| Comunità Rotaliana-Königsberg             | Mezzocorona       | 94,40 km²    | 29 978 osób  |

## Demografia

### Liczba ludności
Według spisu statystycznego, przeprowadzonego w 2017 roku przez instytuty ISPAT i ISTAT mającą 6207,12 km² prowincję zamieszkiwały 538 604 osoby.

### Mniejszości etniczne

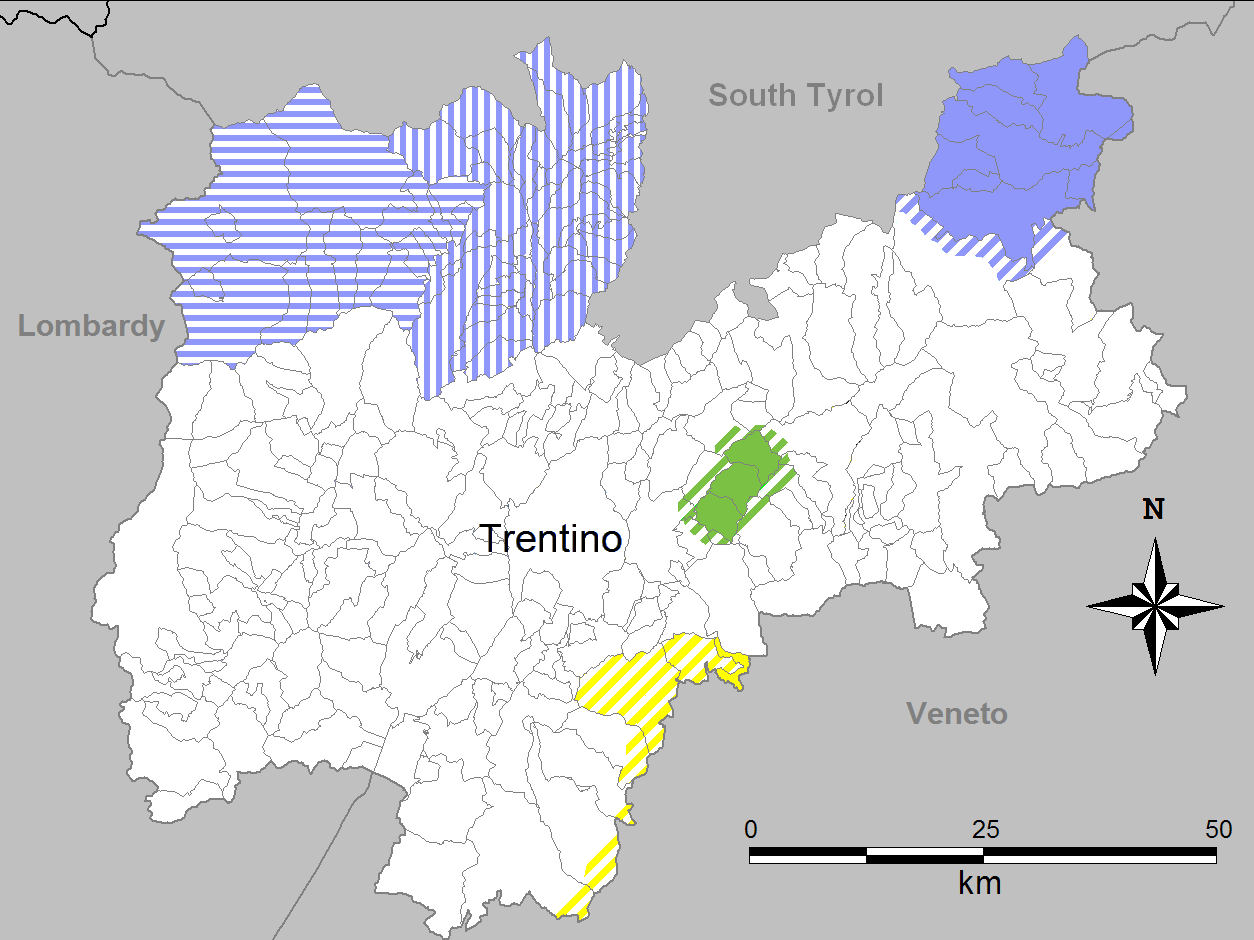
Rozmieszczenie mniejszości etnicznych w prowincji w 2001 roku. Kolorem niebieskim zaznaczono Ladynów, kolorem zielonym Mòchenów, zaś kolorem żółtym Cymbrów

Prowincję Trydent zamieszkują trzy mniejszościowe grupy etniczne: Ladynowie posługujący się językiem ladyńskim oraz Mòcheni i Cymbrowie używający odmian dialektu bawarskiego. W 2001 roku przeprowadzono spis, który miał na celu ustalenie wielkości populacji wszystkich tych grup. Jego wyniki przedstawiają się następująco:
- Ladynowie stanowili większość w gminach: Pozza di Fassa (88,8% z liczby wszystkich mieszkańców, wynoszącej 1787 osób), Mazzin (86,6% z liczby 440 osób), Vigo di Fassa (85,8% z liczby 1073 osób), Campitello di Fassa (85,4% z liczby 732 osób), Soraga di Fassa (85,3% z liczby 673 osób), Canazei (82,4% z liczby 1818 osób) i Moena (75,6% z liczby 2602 osób). Ich populacja we wszystkich tych gminach razem wziętych wyniosła w sumie 7553 osoby (82,8%), zaś w pozostałych gminach - 8909 osób (1,9%). W skali całej prowincji liczba Ladynów ukształtowała się na poziomie 16 462 osób (3,5%)[15].
- Mòcheni byli większością w gminach: Fierozzo (95,9% z liczby wszystkich mieszkańców, wynoszącej 441 osób), Frassilongo (95,2% z liczby 357 osób) i Palù del Fersina (94,4% z liczby 195 osób). Ich populacja we wszystkich tych gminach razem wziętych wyniosła w sumie 947 osób (95,4%), zaś w pozostałych gminach - 1329 osób (0,3%). W skali całej prowincji liczba Mòchenów ukształtowała się na poziomie 2276 osób (0,5%)[15].
- Cymbrowie mieli przewagę w gminie Luserna, w której stanowili 89,9% liczby wszystkich mieszkańców, wynoszącej 297 osób. W pozostałych gminach ich populacja wyniosła w sumie 615 osób (0,1%). W skali całej prowincji liczba Cymbrów ukształtowała się na poziomie 882 osób (0,2%)[15].